# 블루문 (영화)
"블루문"(영어: Blue Moon)은 2025년 개봉 예정인 미국의 전기, 뮤지컬 드라마 영화이다. 리처드 링클레이터가 감독을 맡았으며, 작사가 로렌츠 하트의 삶을 다룬 작품이다. 제75회(2025년) 베를린 국제 영화제 황금곰상 경쟁후보작이다.